# Pools-Zweedse Oorlog (1626-1629)
De Pools-Zweedse Oorlog van 1626-1629 was de vierde oorlog van een reeks conflicten tussen het koninkrijk Zweden en het Pools-Litouwse Gemenebest in de 17e eeuw. De oorlog begon in 1626 en eindigde drie jaar later met de Wapenstilstand van Altmark en permanent met het Verdrag van Stuhmsdorf.

## Aanloop
In 1587 werd de Zweedse prins Sigismund Vasa verkozen tot koning-groothertog van Polen. Na de dood van zijn vader Johan III van Zweden werd Sigismund ook de koning van Zweden, maar aldaar brak er een protestantse opstand tegen Sigismund uit. Karel IX werd in 1599 de nieuwe Zweedse koning, maar Sigismund bleef de Zweedse troon betwisten. Daarnaast ontstond er ook conflict met Zweden over de zeggenschap over Lijfland. Dit resulteerde in een drietal oorlogen tussen de landen in het begin van de zeventiende eeuw, maar eindigden steeds weer in een nieuwe patstelling. In 1626 ondernam koning Gustaaf II Adolf van Zweden een nieuwe poging voor de verovering van Lijfland.

## Oorlog
In het eerste oorlogsjaar boekten de Zweden veel succes. In januari van dat jaar werden de Polen verpletterend verslagen in de Slag bij Wallhof. Gustaaf II Adolf verplaatste vervolgens het oorlogstoneel naar Pruisen waarmee hij de Polen wist te verrassen. Ze hadden veel succes in Pruisen en wisten een totaal van zeventien steden te veroveren, maar ze slaagden er niet in om Danzig te veroveren. In de Slag bij Gniew wisten de Zweden opnieuw van de Polen te winnen. Na de aanstelling van Stanisław Koniecpolski tot grootkroonhetman van het Pools-Litouwse Gemenebest keerden de kansen in de oorlog voor de Polen. Door diens aanvallen op de Zweedse communicatie-  en aanvoerlijnen slaagde hij erin om de Zweedse opmars te vertragen.
In 1627 slaagden de Polen er ook in om van de Zweden op zee te winnen in de Slag bij Oliva. Het jaar daarop keerden de kansen weer en wist Gustaaf II Adolf enkele successen te boeken. In 1629 behaalden de Zweden een grote overwinning in de Slag bij Górzno en hierna waren de Polen genoodzaakt om keizer Ferdinand II om hulp te vragen. Deze kwam in de vorm van een leger van Hans Georg von Arnim-Boitzenburg. Deze wist gezamenlijk met Koniecpolski een belangrijke overwinning op de Zweden te halen in de Slag bij Trzciana. Gustaaf II Adolf kon zich hier ternauwernood terugtrekken. Onder de Polen was er grote behoefte aan een staakt-het-vuren tussen beide partijen en de Zweden konden de kosten van campagnes ook niet meer opbrengen. Dit resulteerde in de Wapenstilstand van Altmark waarin er een wapenstilstand voor zes jaar werd gesloten. De Zweden verkregen door het verdrag vele Pruisische steden, zoals onder andere Pillau en Memel.

## Nasleep
Gedurende de vier oorlogsjaren waren er 50.000 Finse en Zweedse soldaten onder de wapenen geweest. De meesten, 30.000, stierven aan veldziekten of in de strijd. Door het sluiten van de wapenstilstand was Gustaaf II Adolf van Zweden in de gelegenheid om de strijd aan te binden met het Heilige Roomse Rijk in de Dertigjarige Oorlog. Hij sneuvelde in de Slag bij Lützen maar de oorlog werd onverminderd voortgezet. In september 1635 werd een nieuw verdrag gesloten. Hierin werd een nieuwe wapenstilstand afgesloten voor de duur van 26,5 jaar en verkreeg Zweden het Lijfland ten noorden van de rivier de Daugava. Ze moesten hierbij wel hun bezette havens in Pruisen voor inleveren.